# Pseudotheristus acrilabiatus
Pseudotheristus acrilabiatus är en rundmaskart som först beskrevs av De Coninck och Stekhoven 1933.  Pseudotheristus acrilabiatus ingår i släktet Pseudotheristus och familjen Monhysteridae. Inga underarter finns listade i Catalogue of Life.